# Borce
Borce (en occitano Bòrça, en euskera Borza) es una comuna francesa de la región de Aquitania en el departamento de Pirineos Atlánticos. Se sitúa a unos pocos kilómetros de la frontera española.
El topónimo Borce fue mencionado por primera vez en el año 1186 con el nombre de Borza.

## Demografía
| 749 | 788 | 811 | 825 | 746 | 729 | 860 | 727 | 723 | 722 | 608 | 568 | 539 | 523 | 513 | 511 | 477 | 483 | 509 | 585 | 481 | 515 | 389 | 359 | 315 | 267 | 249 | 245 | 205 | 132 | 195 | 163 | 172 |
| Para los censos de 1962 a 1999 la población legal corresponde a la población sin duplicidades (Fuente: INSEE [Consultar]) |     |     |     |     |     |     |     |     |     |     |     |     |     |     |     |     |     |     |     |     |     |     |     |     |     |     |     |     |     |     |     |     |

## Economía
La principal actividad económica del municipio es la agrícola y ganadera.

## Hermanamientos
- Ansó, España.[5]